# 全日本洋菓子工業会
協同組合全日本洋菓子工業会（ぜんにほんようがしこうぎょうかい、英: The All Japan Confectionery Association）は、パン・洋菓子を製造する事業所が加盟している事業協同組合。1961年に中小企業等協同組合法に基づいて設立された業界団体。

## 協会概要
- 本部所在地 - 〒105-0012 東京都港区芝大門1-16-10
- 会員数 - 全国のパン・洋菓子製造事業所約200社
- 活動内容 - 業界紙「世界の菓子PCG」の発行、各種業界情報の提供や講演会の開催、製菓技術講習会の開催、国際コンクールへの選手派遣、海外研修旅行の実施、クーベルチュールの共同購入など。